# Alföldy-Boruss István
Alföldy-Boruss István  (Budapest, 1946. november 1. –) kórusvezető, folklorista, a Bartók rádió egykori főszerkesztője, a rádió zenei főosztályának egykori vezetője és a zenei együttesek (Magyar Rádió Szimfonikus Zenekara, Énekkara és Gyermekkórusa) volt vezetője. Alföldy-Boruss Csilla orgonaművész testvére.

## Életpályája
Zenei tanulmányai során orgonát, zeneszerzést és karvezetést tanult. 1990-ben szerezte egyetemi doktorátusát etnomuzikologiából. Több fővárosi és vidéki amatőr énekkar (pl. a Kertészeti Egyetem énekkarának) karnagyaként vett részt hazai és nemzetközi fesztiválokon. sikerrel. 1967-től a Magyar Rádió külső munkatársa, zenei rendezői, majd szerkesztői munkaköröket látott el, 1985-től rovatvezető, szerkesztőségvezető, 1996-tól a zenei főosztály vezetője, majd több mint egy évtizeden át ő volt a Bartók rádió főszerkesztője. 2006-tól a Magyar Rádió zenei együtteseinek vezetője. Sokat tett az amatőr kórusmozgalom népszerűsítéséért, színvonalának emeléséért.
A Bartók rádió főszerkesztőjeként újraindította a rádió zenei versenyeit, és az évtizedekig szünetelő operaközvetítéseket a Magyar Állami Operaházból.

## Díjai, elismerései
2012-ben Alföldy-Boruss Istvánt nyugdíjba vonulása alkalmából, több évtizedes munkájáért 2012-ben Böröcz István, az MTVA vezérigazgatója Nívódíjjal tüntette ki.